# Lill-Emsen
Lill-Emsen är en sjö i Grums kommun och Kils kommun i Värmland och ingår i Göta älvs huvudavrinningsområde. Sjön är 3,7 meter djup, har en yta på 0,497 kvadratkilometer och är belägen 73,6 meter över havet. Sjön avvattnas av vattendraget Borgvikeälven (Emsälven).

## Delavrinningsområde
Lill-Emsen ingår i det delavrinningsområde (660120-134545) som SMHI kallar för Inloppet i Stor-Emsen. Medelhöjden är 89 meter över havet och ytan är 9,29 kvadratkilometer. Räknas de 2 avrinningsområdena uppströms in blir den ackumulerade arean 37,32 kvadratkilometer. Borgvikeälven (Emsälven) som avvattnar avrinningsområdet har biflödesordning 3, vilket innebär att vattnet flödar genom totalt 3 vattendrag innan det når havet efter 320 kilometer. Avrinningsområdet består mestadels av skog (36 procent), öppen mark (21 procent) och jordbruk (33 procent). Avrinningsområdet har 0,49 kvadratkilometer vattenytor vilket ger det en sjöprocent på 5,3 procent.